# Camp de concentració de Stutthof

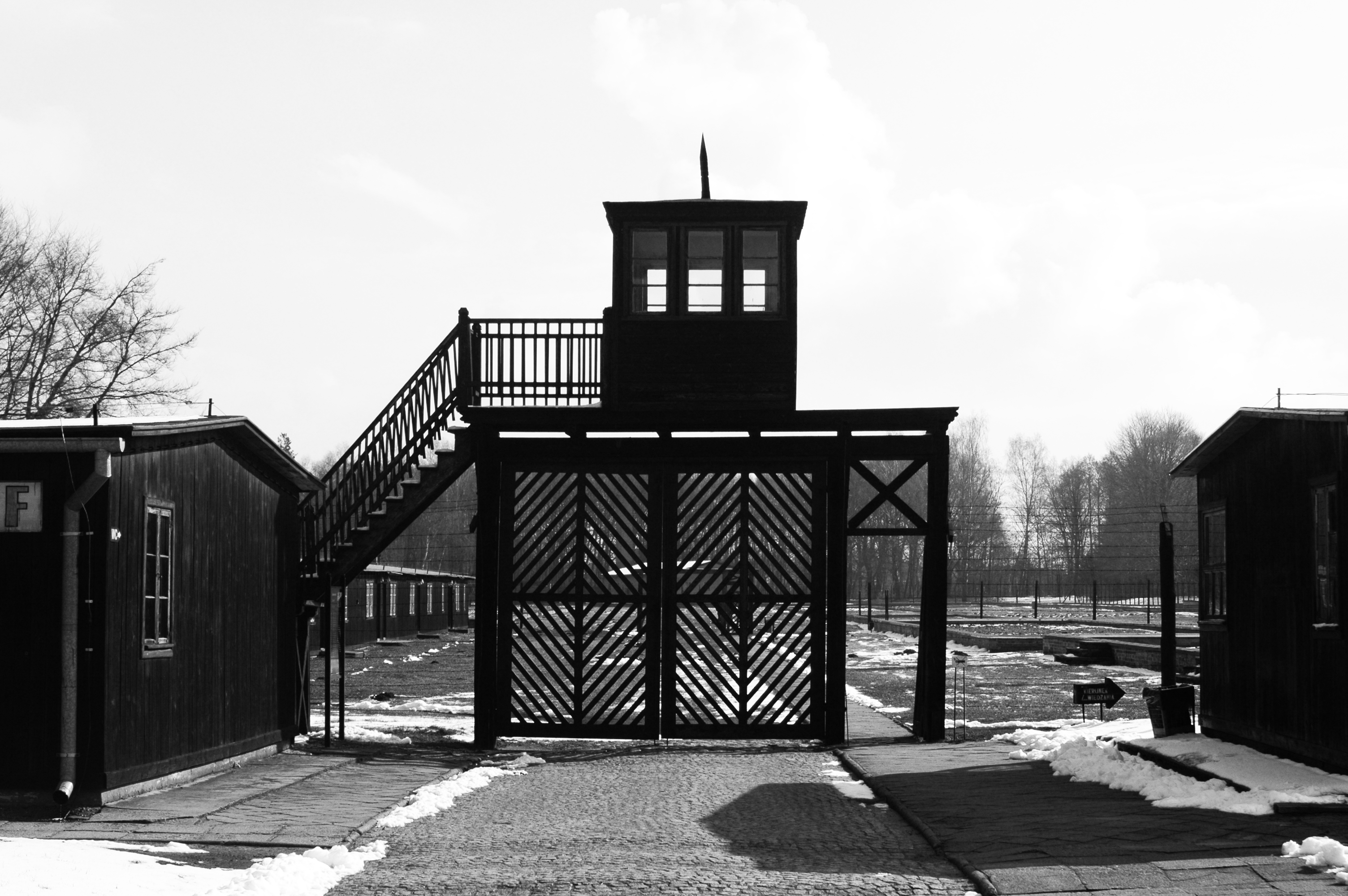
Entrada del camp

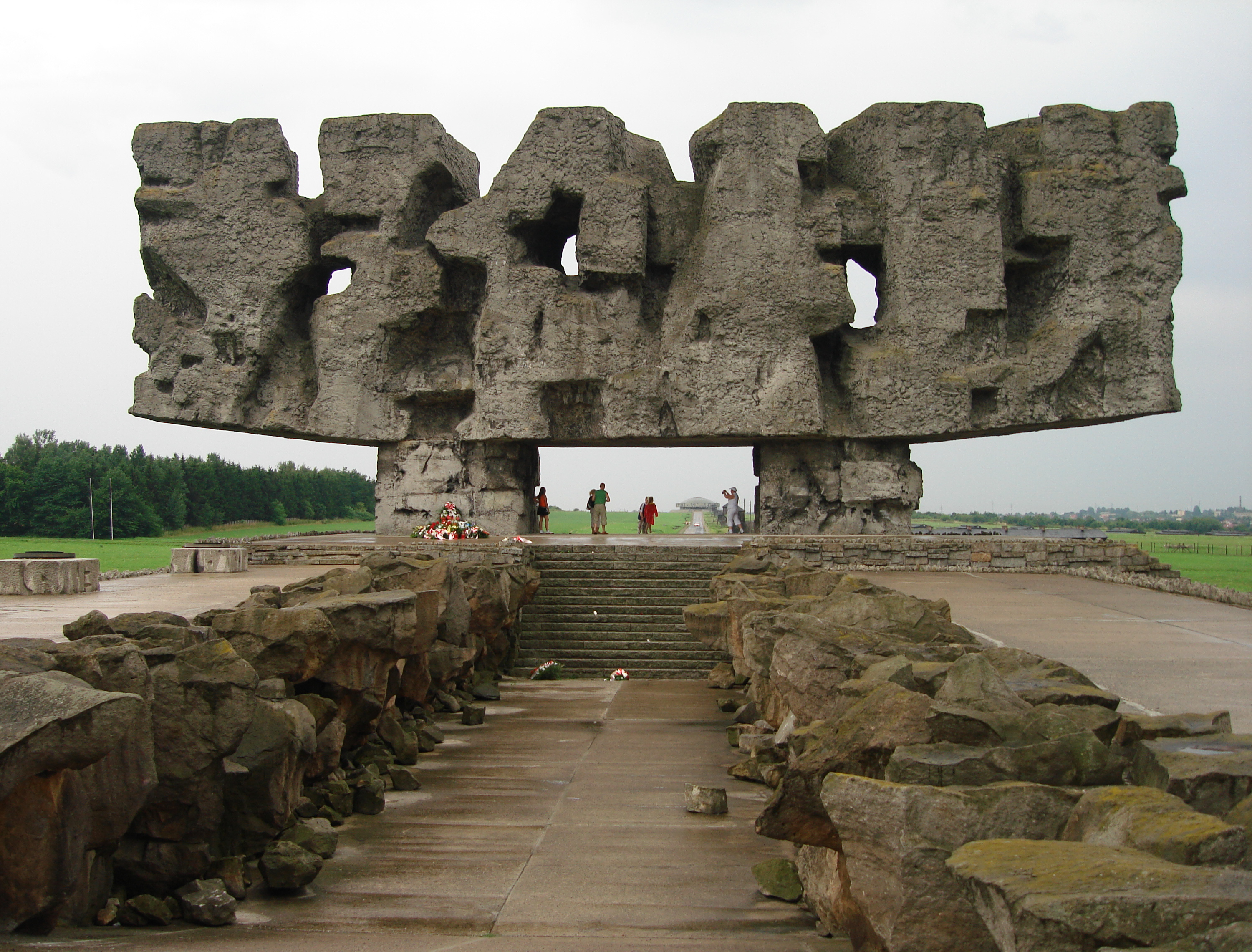
Monument Lluita i martiri de Wiktor Tołkin

Stutthof (1939-1945) va ser un camp de concentració nazi al poble epònim de Stutthof, aleshores un municipi d'Alemanya, que des del 1945 passà a Polònia i es troba en l'actual gmina de Sztutowo al districte de Nowy Dwór Gdański a la Pomerània. El lloc del camp i certs edificis conservats van ser transformats en museu commemoratiu.

## Història
Stutthof va ser el primer camp de concentració construït pel règim nazi fora d'Alemanya, tot just després de l'annexió de Polònia, l'1 de setembre del 1939, considerat com l'inici de la Segona Guerra Mundial. La Schutzstaffel (SS) ja havia triat el lloc a uns 34 quilòmetre de la ciutat lliure de Danzig, actualment Gdańsk (Polònia), abans la invasió i la transformació d'una antiga residència per a gent gran en camp de concentració va començar el 2 de setembre de 1939 amb un contingent de 500 presoners de Danzig. El petit camp de dotze hectàrees d'una capacitat d'uns 3500 persones es va eixamplar fins a 120 hectàrees amb una capacitat de 57.000 presoners. En la seva estructura hi havia tallers, fàbriques, dipòsits, magatzems, cambres de gas i un enorme forn crematori.
Des del 1941 va ser sotmès a la Gestapo de Danzig que va transformar-lo parcialment en «Camp d'educació pel treball» (Arbeitserziehungslager, un dels típics eufemismes dels nazis per a indicar un camp del qual els presoners eren explotats per treballar sense paga per a la indústria). A més del camp de base, tenia 39 extensions, sovint empreses privades a les quals la SS «llogava» mà d'obra. El «lloguer» total que la SS va cobrar entre 1942 i 1944 s'estima a uns deu milions de Reichsmark, grosso modo uns 50 milions d'euros del 2015. La societat d'electrodomèstics AEG era un «client» de Stutthof.
El camp primer va ser sota el comandament de l'SS Sturmbannführer Max Pauly (1907-1946), i després sota l'SS Obersturmbannführer Paul Werner Hoppe (1910-1974) que a la fi del 1944 va prendre el comandament del nou camp de concentració de Wöbbelin.
Més de 85.000 presoners van morir del prop de 110.000 persones que hi van ser deportades. El gener de 1945, amb les tropes soviètiques avançant, els nazis van dur quasi tots els presoners del camp a una marxa de la mort, durant la qual 85% van morir. Quan el camp va ser alliberat el 9 de maig de 1945 pels soldats del 48è exèrcit de les tropes soviètiques, només hi quedaven 385 persones, quasi totes moribundes.